# Visitação (El Greco)
A Visitação é uma pintura a óleo sobre tela (96x72,4 cm) do mestre espanhol de origem grega El Greco realizado em c. 1610-1613 e que faz actualmente parte da colecção da Dumbarton Oaks em Georgetown (Washington, D.C.), nos EUA.
A obra reconta o episódio bíblico da visita de Maria, grávida de Jesus, à sua prima Isabel, que era muito mais velha e que estava igualmente perto de dar à luz João Baptista, de acordo com o Evangelho segundo S. Lucas.

## Descrição
A Visitação foi destinada à Capela Oballe na Igreja de São Vicente, em Toledo, Espanha. Devia ter tido uma moldura circular e ter sido colocada no teto por cima da Virgem da Imaculada Conceição do altar-mor. O local previsto para a sua colocação, ao alto, explica a perspectiva, de baixo para cima, da cena, a curvatura do degrau e a ausência de uma linha de horizonte. Parece ter sido cortada à esquerda e à direita.
O encontro de Maria, à direita, e da sua prima Isabel ocorre à entrada da casa desta e do seu marido Zacarias. É uma portada clássica com uma larga cornija suportada por consolas de ambos os lados. Ambas usam capas largas de azul prateado.[carece de fontes?]
À direita das duas figuras femininas podem observar-se nuvens escuras formando uma figura com face humana (Deus, um anjo?) e com um halo que se assemelha a uma ave em voo e que poderá eventualmente simbolizar o Espírito Santo. Exceptuando estas figuras esbatidas, não constam da pintura outras referências iconográficas.
Devido à ausência de outras figuras, havendo apenas formas, cor e luz, a cena parece representar o "encontro de dois corpos celestiais", podendo comparar-se com A Abertura do Quinto Selo (em Outras imagens), obra do mesmo período, pela forma e cor do vestimento, pelos contornos irregulares das duas personagens e a faiscante luz branca.
“A Visitação” é exemplo claro do período final da obra de El Greco, dado que faleceu em 1614. Especialistas consideram que o retábulo principal da Capela, a Virgem da Imaculada Conceição, foi pintado antes da Visitação, verificando-se mais nitidamente neste caso a evolução estilística no sentido da quase-abstracção e o alongamento das figuras e a típica elaboração das formas do Pintor.[carece de fontes?]
Segundo o estudioso William Newton, é possível um paralelismo interessante com a obra final de Tintoretto que foi um dos mestres iniciais de El Greco, por exemplo com a Última Ceia (em Outras Imagens), pintada também no final da vida do seu autor, podendo apreciar-se alguma similitude no tratamento das figuras e do movimento pelos dois artistas, que tendo vivido bem longe um do outro em países diferentes, não impediu que tivessem uma percepção próxima da pintura.

## História
No final de 1607, El Greco ofereceu-se para terminar a decoração da capela de que era patrono Isabel de Oballe e que estava por concluir devido ao falecimento do seu responsável original, o pintor Alessandro Semini. El Greco, que vivia na época em Toledo e já com 66 anos, comprometeu-se a, sem gastos adicionais, corrigir as proporções do retábulo principal e a substituir a Visitação.
O retábulo principal para a dita capela, a Virgem da Imaculada Conceição, é uma das suas grandes obras tardias, com alargamentos e retorcimentos nunca antes tão exagerados ou violentos, concordando a forma alargada do quadro com as figuras que se elevam para o céu, longe das formas naturais.
As várias componentes pictóricas da Capela foram entretanto dispersas, pertencendo actualmente a várias coleções. Mildred and Robert Woods Bliss compraram a Visitação em 1936 para a exporem na renovada Sala de Música da sua mansão em Dumbarton Oaks.

## Outras imagens

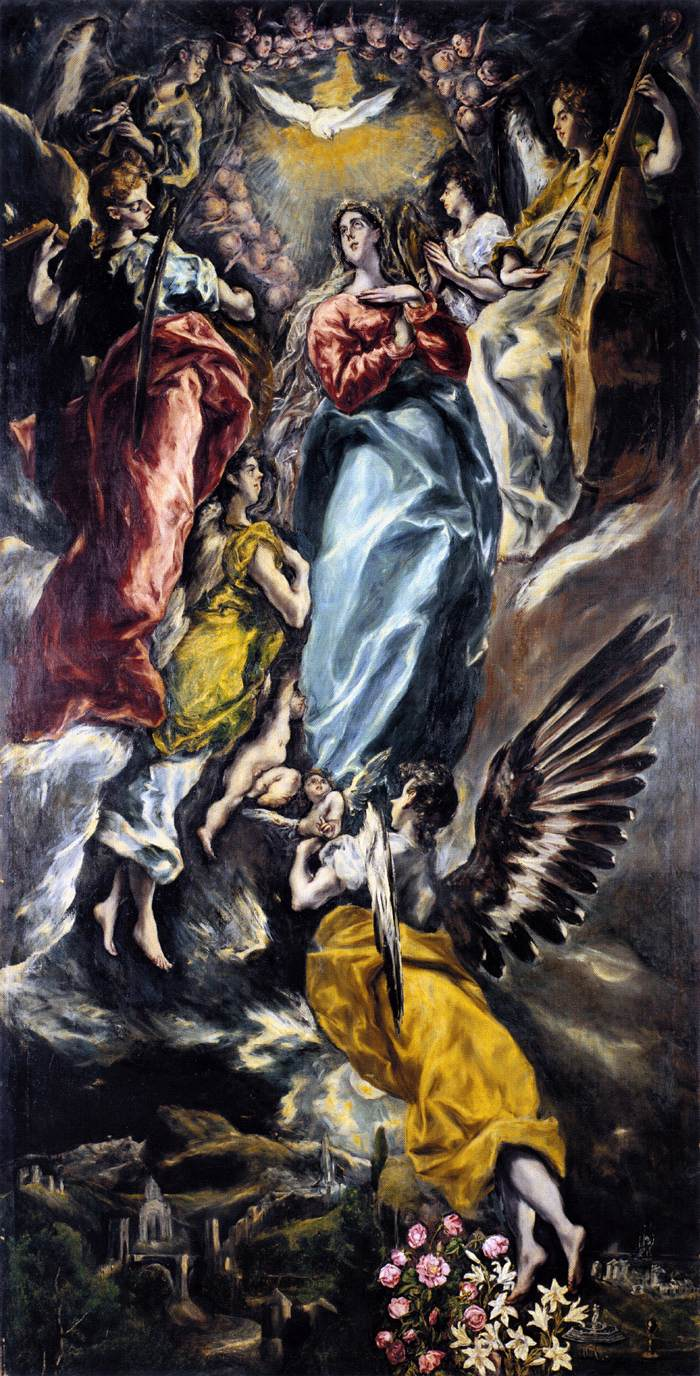
Imaculada Concepção, (1608-1613) de El Greco
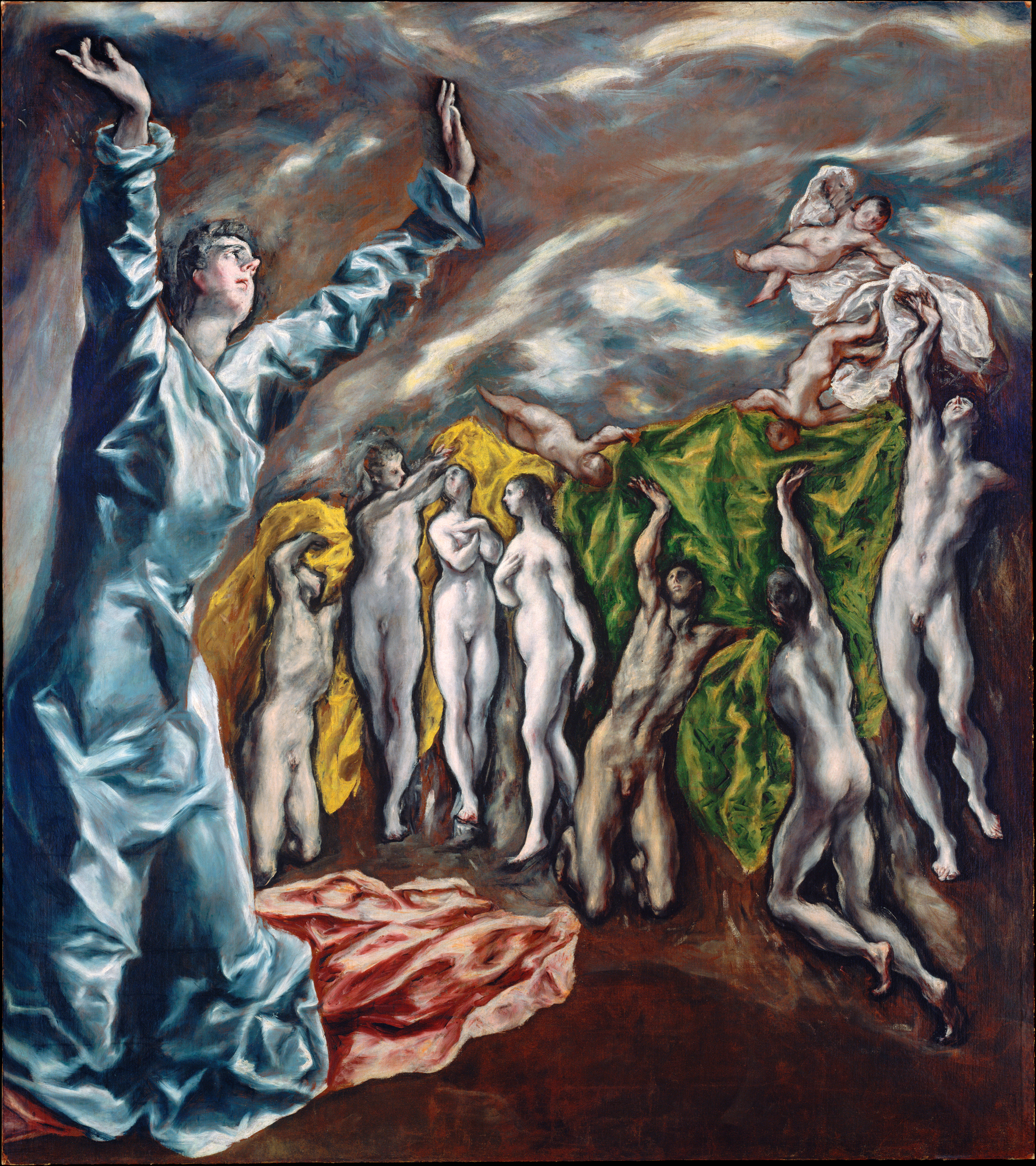
A Abertura do Quinto Selo (1608-1614) de El Greco
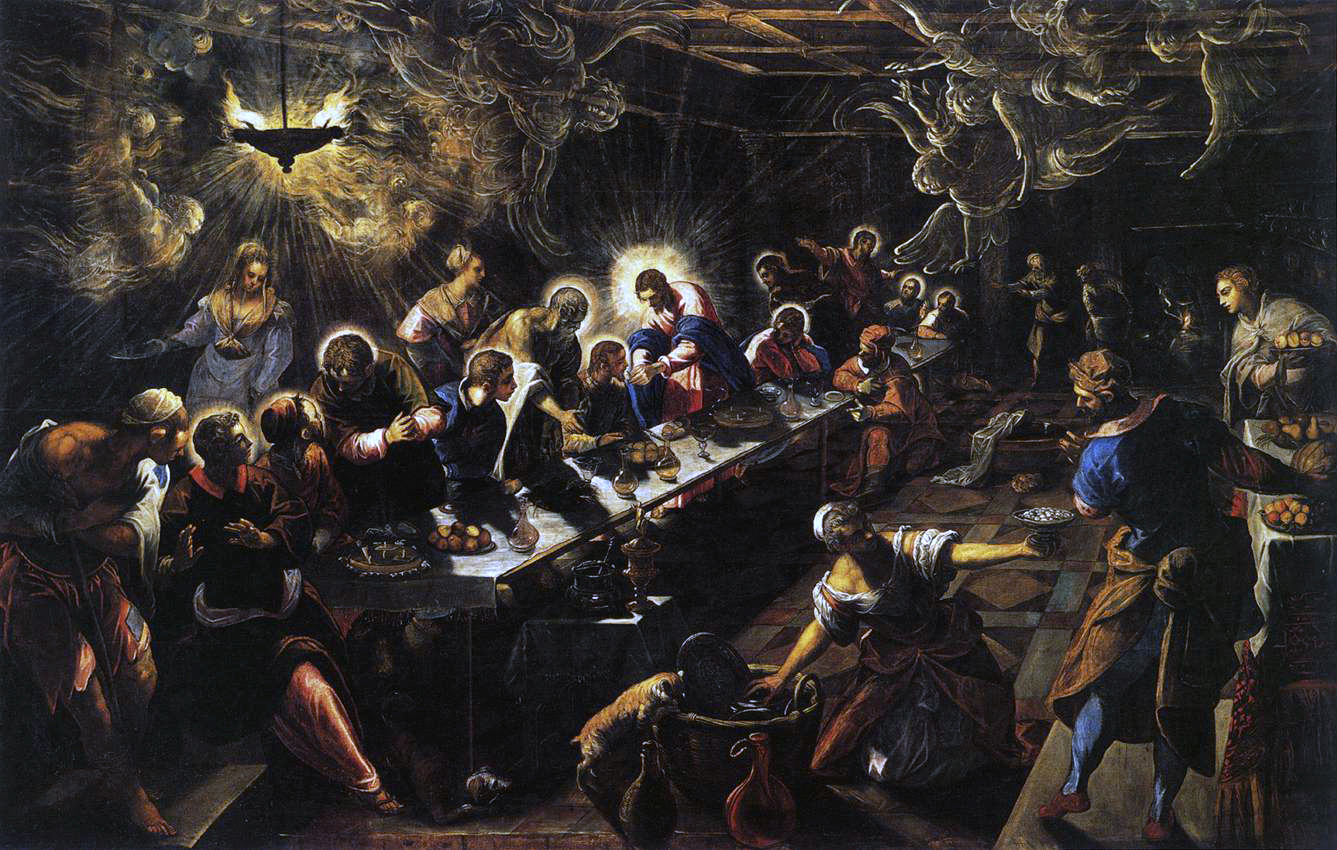
A Última Ceia (1592-1594) de Tintoretto